# Alun Hoddinott
Alun Hoddinott (Bargoed (Glamorganshire, Wales), 11 augustus 1929 - Swansea, 12 maart 2008) is een componist uit Wales. Vanwege zijn bijdragen aan de klassieke muziek is de nieuwe concerthal van het BBC National Orchestra of Wales in Cardiff naar hem genoemd.

## Biografie
Hoddinott volgde een muziekopleiding aan het University College in Cardiff en studeerde later privé bij Arthur Benjamin. Een van zijn eerste werken, het klarinetconcert uit 1954, werd al snel in première gebracht door het Hallé Orchestra onder leiding van Sir John Barbirolli tijdens het Cheltenham Festival in 1954. Men was zo gecharmeerd van dit concert dat direct uitnodigingen en opdrachten volgden voor meer composities. Zo schreef Hoddinott voor Mstislav Rostropovitsj, Dame Gwyneth Jones en ter gelegenheid van de bruiloft van prins Charles en Camilla Parker Bowles.
Hoddinott heeft de meest uiteenlopende muziek geschreven, van symfonieën, sonates en concerten tot opera. Hij bediende zich van allerlei stijlen, zoals neoromantiek, seriële muziek en donkere broeierige muziek in de stijl van Alan Rawsthorne. Hoewel hij elk werk min of meer baseerde op andere kunstvormen, kunnen zijn composities ook zonder kennis van de diverse muziekstromingen beluisterd worden.
Hij heeft diverse onderscheidingen ontvangen voor zijn bijdragen aan de cultuur in Wales.

## Composities
Voor een lijst gerangschikt op opusnummer zie hier.

### Orkestwerken
- Welsh Airs and Dances
- Four Welsh Dances (op 15)
- Symfonie nr. 2 (op 29) - 1962
- Concerto Grosso No 1 (op 41)
- Variants (op 47)
- Symfonie nr. 3 (op 61) - 1968
- Welsh Dances: 2nd Suite (op 64)
- Investiture Dances (op 66)
- The Sun, The Great Luminary of the Universe (op 76)
- Symfonie nr. 5 (op 81) - 1972
- Landscapes (op 86)
- French Suite for Small Orchestra (op 91)
- Lanterne des Morts (op 105) - 1981
- Symfonie nr. 6 (op 116) - 1984
- Symfonie nr. 8 voor blaasinstrumenten en slagwerk - 1993
- Symfonie nr. 9 A vision of eternity voor sopraan en orkest, geschreven voor Dame Gwyneth Jones - 1995

### Concerten
- Concerto voor klarinet en strijkorkest (op 3) - 1954
- Concerto voor harp en orkest (op 11) - 1957
- Concertino voor altviool and klein orkest (op 14) - 1958
- Concerto voor piano, blazers en slagwerk (op 19) - 1961
- Concerto nr. 2 voor piano en orkest (op 21) - 1960
- Concerto nr. 3 voor piano en orkest (op 44) - 1966
- Nocturnes & Cadenzas 'voor cello en orkest (op 62) - 1969
- Concerto voor hoorn en orkest (op 65)
- Heaventree of Stars (op 102) voor viool en orkest, gebaseerd op een gedicht van James Joyce - 1980
- Concerto nr 2 voor klarinet en orkest - 1986
- Noctus equi voor cello en orkest, geschreven voor Mstislav Rostropovitsj - 1989

### Kamermuziek
- Bagatelles voor hobo en harp
- Masks
- Sonata No 1 voor cello en piano
- Sonata No. 1 voor gitaar
- Divertimento voor hobo, klarinet, hoorn en fagot (op 32)
- Sonata voor harp (op 36)
- Sonata voor klarinet en piano (op 50)
- Divertimenti voor 8 instrumenten (op 58)
- Sonata No 1 voor viool en piano (op 63)
- Fantasy voor harp (op 68/2) (1970)
- Sonata No 2 voor viool en piano (op 73/1)
- Sonata No 3 voor viool en piano (op 78/1)
- Sonata voor hoorn en piano (op 78/2)
- Ritornelli voor solo trombone, blaasinstrumenten en slagwerk (op 85)
- Sonata No 4 voor viool en piano (op 89)
- Sonata No 2 voor cello en piano (op 96/1)
- Scena voor strijkkwartet (op 100/1)
- Ritornelli 2 voor koperkwintet (op 100/2)
- Piano Trio No 2 (op 111)
- Fanfare voor de bruiloft van Prins Charles en Camilla Parker Bowles - 2005

### Werken voor orgel en piano
- Sonata No 1 voor piano (op 17)
- Toccata Alla Giga voor orgel (op 37/1)
- Intrada voor orgel (op 37 no 2)
- Sarum Fanfare voor orgel (op 37/3)
- Sonata No 4 voor piano (op 49)
- Sonata No 5 voor piano (op 57)
- Sonata No 6 voor piano (op 78/3)
- Sonata voor orgel (op 96/2)

### Vocale werken
- Four Welsh Folk Songs voor mannenkoor en orkest of piano
- Sinfonia Fidei, cantate voor sopraan, tenor, koor en orkest
- Te Deum voor diverse stemmen en orgel
- Six Welsh Folk Songs voor hoge stem en piano
- What Tidings? (op 38/1) (X138) voor koor a capella
- Dives and Lazarus (op 39) cantate voor sopraan, bariton, gemengd koor en orkest en orgel (tekst van Gwynno James)
- Landscapes – Ynys Mon (op 87) voor hoge stem en piano
- A Contemplation Upon Flowers (op 90) voor sopraan en orkest
- Dulcia luventutis (op 97) voor diverse stemmen en piano dubbelhandig
- Great Art Thou, O God (A177) voor diverse stemmen en orgel
- Every Man’s Work Shall be Made Manifest (A209) voor diverse stemmen en orgel
- Holy, Holy, Holy (A210) voor koor a capella
- Great is the Lord (A334) voor diverse stemmen en orgel
- King of Glory (A343) voor diverse stemmen en orgel
- Make a Joyful Noise (A344) voor diverse stemmen en orgel
- Sing a New Song (A353) voor diverse stemmen en orgel
- Christ is Risen (A354) voor gemengd koor en orgel
- Puer Natus (X229) voor diverse stemmen en orgel
- Two Welsh Songs (X260) voor diverse stemmen en piano

### Opera
- The Beach of Falesa (op 83), libretto van Glyn Jones, gebaseerd op een kort verhaal van Robert Louis Stevenson - 1974
- The Magician (op 88), libretto van - 1976
- What the Old Man Does is Always Right (op 93)
- Rajad's Diamond - 1979
- The Trumpet Major (op 103), libretto van Myfanwy Piper, gebaseerd op een novelle van Thomas Hardy - 1981

### Diverse
- Severn Bridge Variations - 1966
- Dives and Lazarus (op 36) - 1965
- A Contemplation upon Flowers (op 90) - 1976
- Passagio (op 94) - 1977
- Doubles (op 106) - 1981
- Scena for Strings (op 119) - 1984
- Star Children (op 135, opdracht voor de Prom) - 1989

- Biblioteca Nacional de España: XX4580979
- Bibliothèque nationale de France: cb131865127 (data)
- Gemeinsame Normdatei: 119180774
- International Standard Name Identifier: 0000 0001 1634 2038
- Library of Congress Control Number: n80065754
- MusicBrainz: 829c7355-742a-4cbd-bd94-274b1f8602dd
- Nationale Bibliotheek van Israël: 987007282699305171
- Nederlandse Thesaurus van Auteursnamen: 096675063
- LIBRIS: 211699
- SNAC: w6xw4s40
- Système universitaire de documentation: 129124478
- Virtual International Authority File: 46735656
- WorldCat: E39PBJjXjkfgK4GGrRJP7BDpfq